# Апанаево
 Апанаево  — деревня в Моркинском районе Республики Марий Эл. Входит в состав Себеусадского сельского поселения.

## География
Находится в юго-восточной части республики Марий Эл на расстоянии приблизительно 2 км по прямой на запад-северо-запад от районного центра посёлка Морки.

## История
Известна с 1763 года как деревня Апанакова, в которой проживали 8 человек. В 1782 году численность жителей составила 18 человек. В 1915 году в деревне насчитывалось 23 двора, в которых проживали 152 человека. В 2004 году в деревне осталось 13 дворов. С 1973 по 1992 год деревня входила в состав деревни Большой Кожлаял. В советское время работал колхоз «Элмек».

## Население
Население составляло 38 человек (мари 100 %) в 2002 году, 34 в 2010.